# K.V. Tjellesen
K.V. Tjellesen A/S er en af de tre godkendte danske lægemiddelgrossister, der sælger medicin og andre varer til de danske apoteker og sygehusapoteker.
K.V. Tjellesen blev grundlagt i 1909 af apoteker Knud Valdemar Tjellesen. Det ligger i Taastrup.
Tjellesen beskæftiger 165 medarbejdere.

## Eksterne kilder og henvisninger
K.V. Tjellesens hjemmeside Arkiveret 6. februar 2007 hos  Wayback Machine
| Apoteksvæsen | Spire Denne artikel om apoteksvæsen er en spire som bør udbygges. Du er velkommen til at hjælpe Wikipedia ved at udvide den. |